# Эхаз, Аарон
Аарон Эхаз (англ. Aaron Ehasz, род. 16 июня 1973 года) — американский телевизионный сценарист и продюсер. Он получил степень бакалавра в области английской литературы в государственном университете Вашингтона, а затем магистра изобразительного искусства в Калифорнийском университете в Лос-Анджелесе. Его работы в основном состоят из анимационных сериалов, в том числе в качестве главного сценариста и исполнительного сопродюсера «Аватар: Легенда об Аанге», хотя также работал продюсером в сериалах «The Mullets» и «Ed». Также Аарон является соучредителем и генеральным директором «Wonderstorm» и соавтором сериала Netflix «Принц-дракон». Был вовлечен в индустрию видеоигр, занимая должность креативного директора в «Riot Games».

## Карьера
Эхаз начал свою писательскую карьеру в 2000 году, работая в качестве штатного писателя на Ed и на Mission Hill. В 2001 году он занял должность редактора рассказов в анимационном сериале Мэтта Гренинга «Футурама Фокса», где работал до его отмены в 2003 году. С 2005 по 2008 год он работал в качестве соисполнительного продюсера и главного сценариста нашумевшего сериала Nickelodeon Avatar: The Last Airbender. Когда «Футурама» была возрождена Comedy Central в 2009 году, он вернулся в штат сценаристов.
В 2017 году Ehasz совместно с режиссёром видеоигр Джастином Ричмондом (Uncharted) основал мультимедийную студию «Wonderstorm». В ноябре 2019 года несколько бывших сотрудниц Ehasz в Riot Games и Wonderstorm обвинили его в женоненавистническом и оскорбительном поведении.

## Эпизоды «Футурамы»
- «Акционеры будущего» (3.21)
- «Преступления жары» (4.08)
- «Бендерама» (6.17)[1]
- «Реинкарнация» (6.26)

## Эпизоды «Аватар: Легенда об Аанге»
- «Зимнее Солнцестояние, Часть 1: Мир Духов» (1.07)
- «Буря» (1.12)
- «Гадалка» (с Джоном О’Брайаном) (1.14)
- «Осада Севера, Часть 1» (1.19)
- «Осада Севера, Часть 2» (1.20)
- «Состояние Аватара» (с Элизабет Уэлч Эхаз, Тимом Хедриком и Джоном О’Брайаном) (2.01)
- «Неприятная работа» (2.09)
- «Перекрёсток судьбы» (2.20)
- «Пробуждение» (3.01)
- «День Чёрного Солнца, Часть 2: Затмение» (3.11)
- «Комета Созина, Часть 1: Король Феникс» (3.18)
- «Комета Созина, Часть 2: Старые мастера» (3.19)

## Эпизоды «Принца-дракона»
- «Отголоски Грома» (с Джастином Ричмондом) (1.01)
- «Что сделано» (с Джастином Ричмондом) (1.02)
- «Полнолуние» (с Джастином Ричмондом) (1.03)
- «Пустующий трон» (с Джастином Ричмондом) (1.05)
- «Сквозь лёд» (с Джастином Ричмондом) (1.06)
- «Проклятая кальдера» (с Джастином Ричмондом) (1.08)
- «Волшебный шторм» (с Джастином Ричмондом) (1.09)
- «Тайна и искра» (с Джастином Ричмондом) (2.01)
- «Ложь полумесяца» (с Джастином Ричмондом) (2.02)
- «Сломанная печать» (с Джастином Ричмондом) (2.05)
- «Сердце титана» (с Джастином Ричмондом) (2.06)
- «Книга судьбы» (с Джастином Ричмондом) (2.08)
- «Дыши» (с Джастином Ричмондом) (2.09)
- «Сол Регем» (с Джастином Ричмондом) (3.01)
- «Полуночная пустыня» (с Джастином Ричмондом) (3.04)
- «Герои и вдохновители» (с Джастином Ричмондом) (3.05)
- «Падение грома» (с Джастином Ричмондом) (3.06)
- «Последняя битва» (с Джастином Ричмондом) (3.09)
- «День возрождения» (с Джастином Ричмондом) (4.01)
- «Падающие звёзды» (с Джастином Ричмондом) (4.02)
- «Захватывающий» (с Джастином Ричмондом) (4.03)
- «Сквозь зазеркалье» (с Джастином Ричмондом) (4.04)
- «Под поверхностью» (с Джастином Ричмондом) (4.07)
- «Побег из Амбер-Тора» (с Джастином Ричмондом) (4.09)

## Награды и номинации
В 2007 году был номинирован на премию «Эмми» в номинации «Лучшая анимационная программа» (за передачу продолжительностью менее одного часа) за работу над вторым сезоном мультсериала «Аватар: Легенда об Аанге».
В 2008 году получил премию «Пибоди» за работу в качестве главного сценариста и исполнительного сопродюсера мультсериала «Аватар: Легенда об Аанге».
В 2020 году мультсериал «Принц-Дракон» получил Дневную премию «Эмми» в номинации «Лучший детский анимационный сериал».